# Хиљсон Мандела
Иван Хиље, познатији као Хиљсон Мандела (изв. Hilj$on Mandela; Загреб), хрватски је хип хоп музичар и члан групе Kuku$ Klan.
Музиком је почео да се бави још у младости. Син је оперске певачице Диане Хиље. Године 2008. Хиљсон је основао групу Празна лепиња где је свирао саксофон и певао. У групи су били и Денис Глоговић (соло гитара), Тин Црногорац (ритам гитара), Јаков Чувељак (бас) и Лука Шантић (бубњеви). Са њима је почетком 2013. године издао албум Данасутра. Заједно са Празном лепињом био је део ансамбла ЈебоТон.
Са двојицом колега из Загреба — Миславом Кљенаком (Iso miki) и Иваном Годином (Goca R.I.P) — Хиље је 2013. основао хип хоп групу Kuku$ Klan.
Хиљсон и хрватска певачица Јелена Жнидарић, познатија као Zsa Zsa, са песмом „Ова љубав” 2020. године освојили су награду Цесарица за хит године.

## Дискографија

### Албуми
Празна лепиња
- Данасутра[3] (2013)

Kuku$ Klan
- (2014)
- БМК — БогатеМладеКмице (2015)
- О куку$има се не расправља (2015)
- (2015)
- Друго кољено (feat. Shira Rodbina, 2016)
- Триестри — Грам Туризло (2017)
- Анђели и бомбони (2018)
- Глупи тејп (2019)
- Mandela Effect (2022)

### Синглови
- Дона Флорес (ft. Tone Tuoro, 2015)
- Жене газеле (ft. High5, 2015)
- Katty Perry (ft. High5, 2015)
- 95 (ft. Клинац, 2019)
- Ту сам (ft. Векац, 2019)
- Звијезде (ft. Зембо Латифа, 2020)
- Ова љубав (ft. Zsa Zsa, 2020)